# Heinrich Gartentor

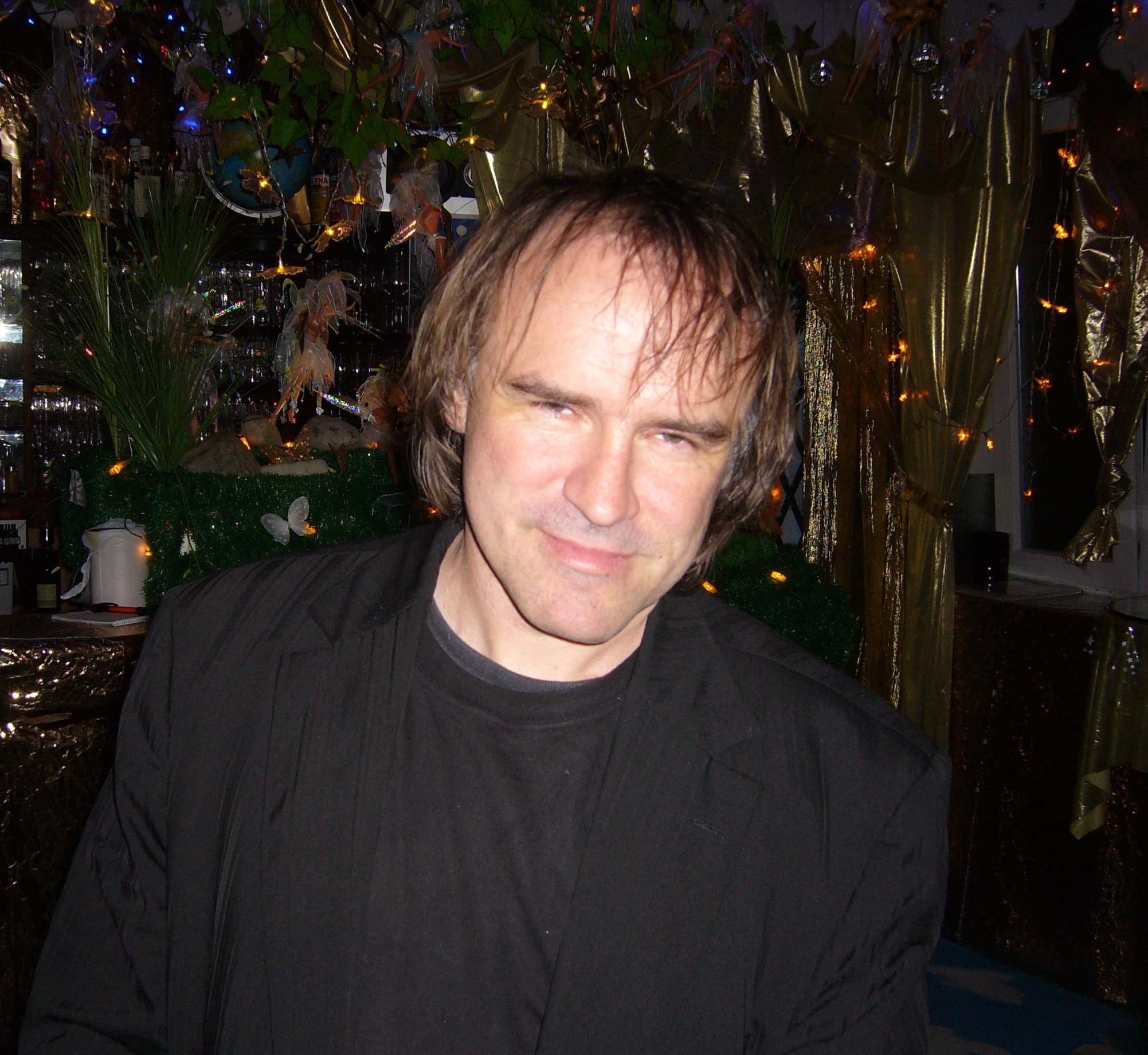
Heinrich Gartentor (2008)

Heinrich Gartentor (* 14. September 1965 in Schafmatt, Aargau; eigentlich Martin Luethi) ist ein Schweizer Schriftsteller, Internetaktivist und Aktionskünstler. 

## Leben
Von 1999 bis 2001 studierte Gartentor bei Christian Megert an der Kunstakademie in Düsseldorf.
Neben seinen Romanen und Aktionen fand Gartentors Wahl zum ersten «Kulturminister der Schweiz» über das Internet größere Beachtung. Sie war von einem grossen schweizerischen Kulturprojekt mit dem Ziel initiiert worden, Auseinandersetzungen über die Kultur in der Schweiz anzuregen. Die Wahl zum ersten «Kulturminister» der Schweiz fand vom 5. Juli bis zum 8. September 2005 auf den Internetseiten des Projekts kulturministerium.ch statt. Am 18. September hielt Gartentor seine Antrittsrede. Kulturministerium.ch, das mit verschiedensten Kunstverbänden in der Schweiz zusammenarbeitet, will mit der Ernennung eines «Kulturministers» auf Fragen der aktuellen kritisch zu beurteilenden kulturpolitischen Rahmenbedingungen und deren mögliche Weiterentwicklung aufmerksam machen. Gartentor sah die Wahl als Reaktion auf die Kulturpolitik seines Landes: Anlässlich eines Podiumsgesprächs der visarte.bern zum Thema «Kultur und Politik» hatte der Berner SVP-Grossrat Thomas Fuchs geäussert, dass es der Politik an Kultur-Ansprechpersonen mangle und dass die Kunstschaffenden selber schuld seien, wenn sich die Politiker nicht stärker für ihre Anliegen einsetzen würden. Gartentor teilt mit den Initiatoren der Wahl die Ansicht, dass die Schweiz «ein solches Amt und vor allem einen geeigneten Kulturminister unbedingt braucht.»
Gartentor wirkt in Horrenbach.

## Gartentor als Aktionskünstler
- Heiliger Bimbam: Im Rahmen einer Veranstaltung des Weltkunstgerichts im Kunstmuseum Thun im Dezember 1997 unternahm er Untersuchungen und Befragungen eines Berner Bischofs, dessen Rücktritt dann zur Ermöglichung der ersten Frauenordination in der Schweiz führte.

- Dünner: Gartentor «frass» sich über 16 Monate Übergewicht an, um dieses ab dem 4. September 2003 kiloweise über Ebay zu versteigern. Der Käufer konnte entscheiden, auf welche Weise Gartentor das ersteigerte Kilogramm verlieren sollte. Gartentor dokumentierte die Abnahme. Um Sadisten nicht Tür und Tor zu öffnen, oblag dem Hausarzt Gartentors die letzte Entscheidung darüber, ab eine Art der Abnahme körperlich zumutbar sei.
- Better World: Seit November 2002 verschönert Gartentor zur «Weltverbesserung» im Auftrag von Kunstliebhabern Fotos mit hässlichen Motiven.
- Gartentor Golf: Den Lothringer13/laden in München verwandelt Gartentor 2004 zum Golfplatz. Diesen sieht er in erster Linie als Plattform für Geschäfte und politische Abmachungen. So wurden neben anderen Künstlern auch Politiker aller Fraktionen auf´s Green geladen.
- Förderung junger Künstler: Mit seinem Heinrich Gartentor-Stipendium setzt sich Heinrich Gartentor für die Förderung junger Künstler ein. Er ermöglicht seinen Stipendiaten u. a. freies Wohnen in Bern, stellt ihnen ein Atelier und Taschengeld, welches er mit Seilspringen finanziert.
- Künstlerische Qualitätserfassung: Basierend auf der EU-Verordnung Nr. 1677/88 zur Qualitätsprüfung von Gurken und deren Einteilung in die Qualitätsklassen I, II und III, entwickelte Gartentor 2006 ein Prüfgerät für die "Künstlerische Qualität". Basierend auf dieser EWR-Norm lassen sich somit nun Kunstwerke problemlos klassifizieren.

|  |  |  |

## Publikationen
- Schafmatt (Roman) 1999 ISBN 3-85165-338-6
- StartUp: Entwicklungsroman mit Kochrezepten und DVD 2003 ISBN 3-85165-576-1